# EGL (API)
EGL é uma interface entre as APIs de renderização do Khronos (como OpenGL, OpenGL ES ou OpenVG) e o sistema de janelas da plataforma nativa subjacente. O EGL lida com gerenciamento de contexto gráfico, vinculação de superfície/buffer, sincronização de renderização e permite "renderização 2D e 3D de modo misto, acelerado e de alto desempenho usando outras APIs do Khronos." O EGL é gerenciado pelo consórcio de tecnologia sem fins lucrativos Khronos Group.
O acrônimo EGL é uma sigla, que a partir do EGL versão 1.2 refere-se a Khronos Native Platform Graphics Interface. Antes da versão 1.2, o nome da especificação EGL era OpenGL ES Native Platform Graphics Interface. O glossário da documentação de desenvolvimento do X.Org define EGL como "Embedded-System Graphics Library".

## Adoção
- O sistema operacional de dispositivo móvel BlackBerry 10 e BlackBerry Tablet OS usa o EGL para renderização de gráficos 3D. Ambos suportam o EGL versão 1.4.[6]
- O sistema operacional de dispositivo móvel Android usa o EGL para renderização de gráficos 3D.[7]
- O protocolo do servidor de exibição Wayland usa o EGL.[8] Ele é implementado de uma forma que os clientes Wayland desenharão diretamente para o framebuffer usando o EGL.
- O Mesa 3D tem uma implementação de EGL anteriormente conhecida como Eagle.[9]
- O protocolo do servidor de exibição Mir da Canonical Ltd. usa o EGL.[10]
- O kit de ferramentas Simple DirectMedia Layer foi portado para usar o EGL. Ele pode usar o Xlib, gravar diretamente no framebuffer ou usar o EGL.
- O computador de placa única Raspberry Pi tem uma interface EGL para renderização de gráficos 3D acelerado por hardware.[11]
- O driver proprietário Nvidia 331.13 BETA de 4 de outubro de 2013 suporta a API EGL.[12]
- Tizen OS usa o EGL com OpenGL ES 1.1 ou OpenGL ES 2.0 para renderização de gráficos 3D[13]

## Implementações
- Mesa é uma implementação de software livre e de código aberto de muitas APIs de renderização gráfica; entre eles está o EGL.
- Generic Buffer Management é uma API para gerenciar buffers.